# Valajärvi (sjö, lat 60,80, long 24,47)
Valajärvi är en sjö i Finland. Den ligger delvis i kommunen Janakkala och delvis i staden Tavastehus i landskapet Egentliga Tavastland, i den södra delen av landet, 70 km norr om huvudstaden Helsingfors. Valajärvi ligger 111,7 meter över havet. Den är 13,43 meter djup. Arean är 3,48 kvadratkilometer och strandlinjen är 17,26 kilometer lång. Sjön  ingår i Kumo älvs huvudavrinningsområde.   I omgivningarna runt Valajärvi växer i huvudsak blandskog. Den sträcker sig 3,1 kilometer i nord-sydlig riktning, och 3,1 kilometer i öst-västlig riktning.